# Estación Santa Fe (Belgrano)
Estación Santa Fe Belgrano es una exestación ferroviaria y una de las grandes terminales de ferrocarril General Belgrano ubicada en la ciudad de Santa Fe, departamento La Capital, Provincia de Santa Fe, Argentina. Actualmente funciona como Centro de convenciones.

## Servicios
La estación dependía al Ferrocarril Nacional General Belgrano de la red ferroviaria argentina. No presta servicios de cargas ni de pasajeros.
Hasta 1993 numerosos servicios desde y hacia Retiro, así como Rafaela, San Francisco, Córdoba, San Justo, Resistencia, Tostado, Presidencia Roque Sáenz Peña, Añatuya, Rosario.
El edificio se encuentra bajo tutela del municipio de la ciudad desde 2008. El edificio se ha convertido en un símbolo del desarrollo y modernización de Santa Fe. Funcionan allí las oficinas del octavo Centro de Distrito (Centro) y la Subsecretaría de Turismo, donde los vecinos pueden realizar trámites sobre inmuebles, automotores, actividades económicas y profesionales, servicios y gestiones de Defensa del Consumidor; así mismo, en el mismo edificio también funciona la emblemática Escuela de Idiomas dependiente al Liceo Municipal "Antonio Fuentes del Arco" Archivado el 5 de agosto de 2017 en Wayback Machine..

## Historia
La construcción del edificio fue completada en 1928.

## Galería de imágenes

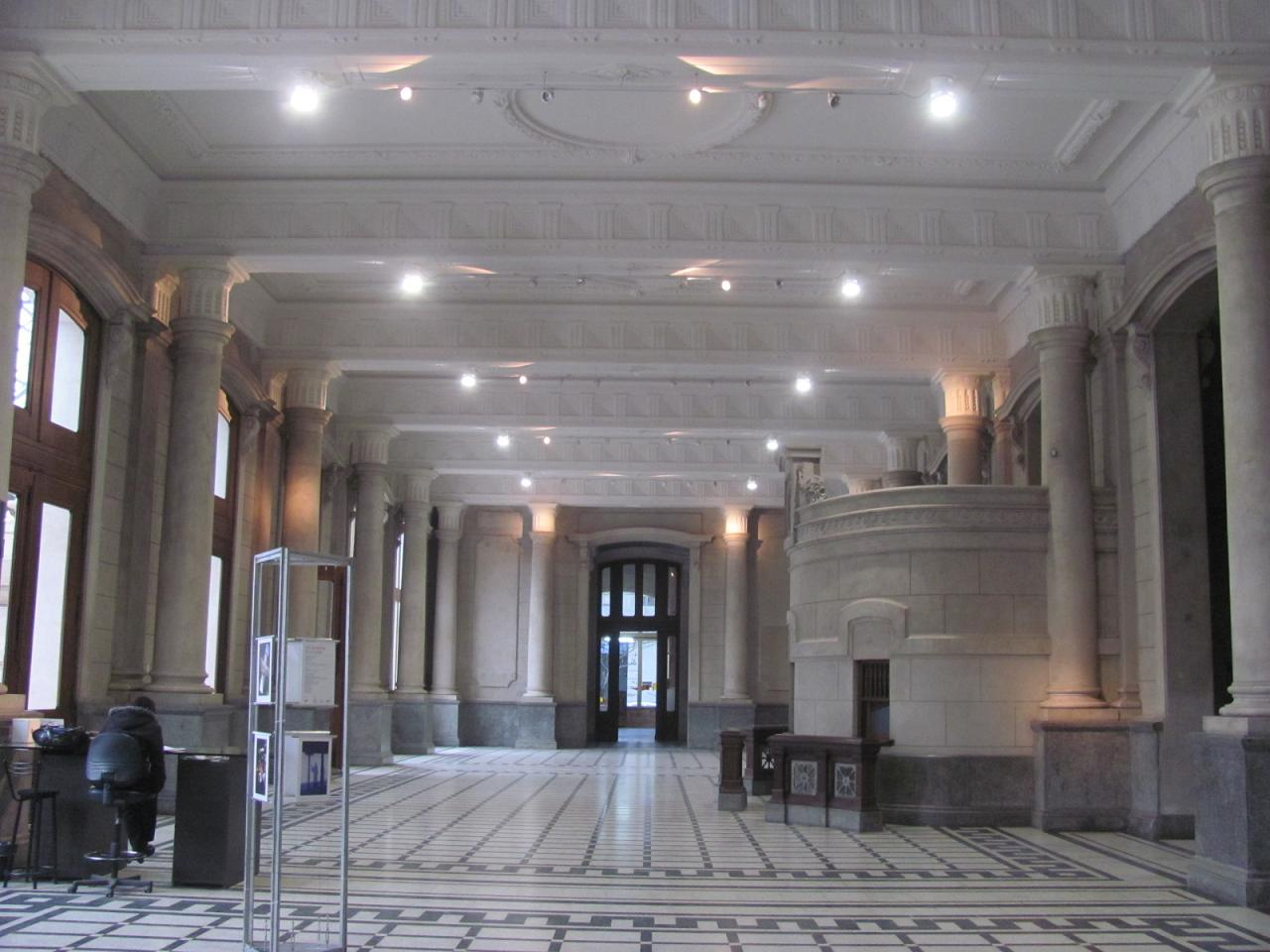
Interior de la estación
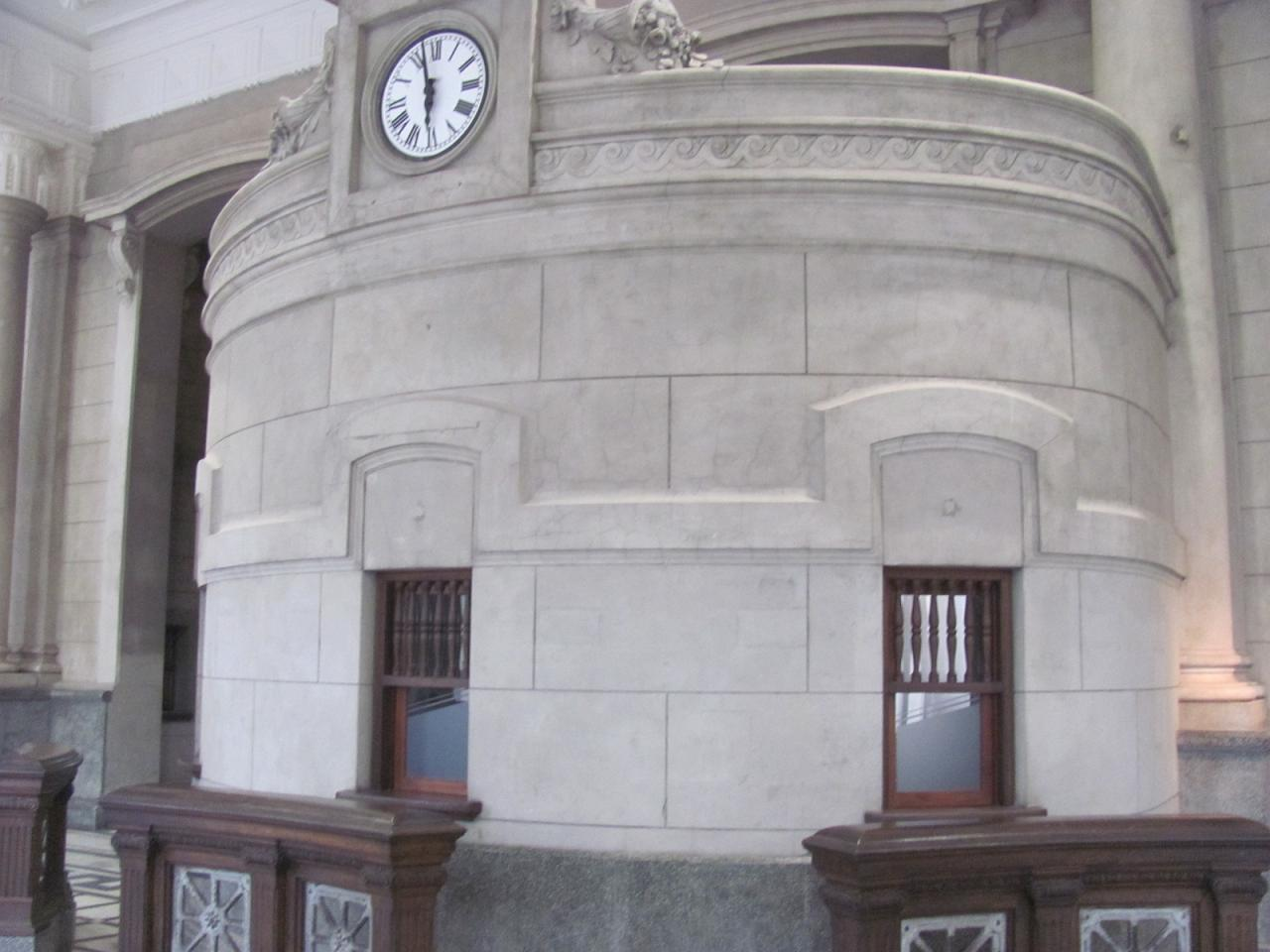
Boleterías de la estación
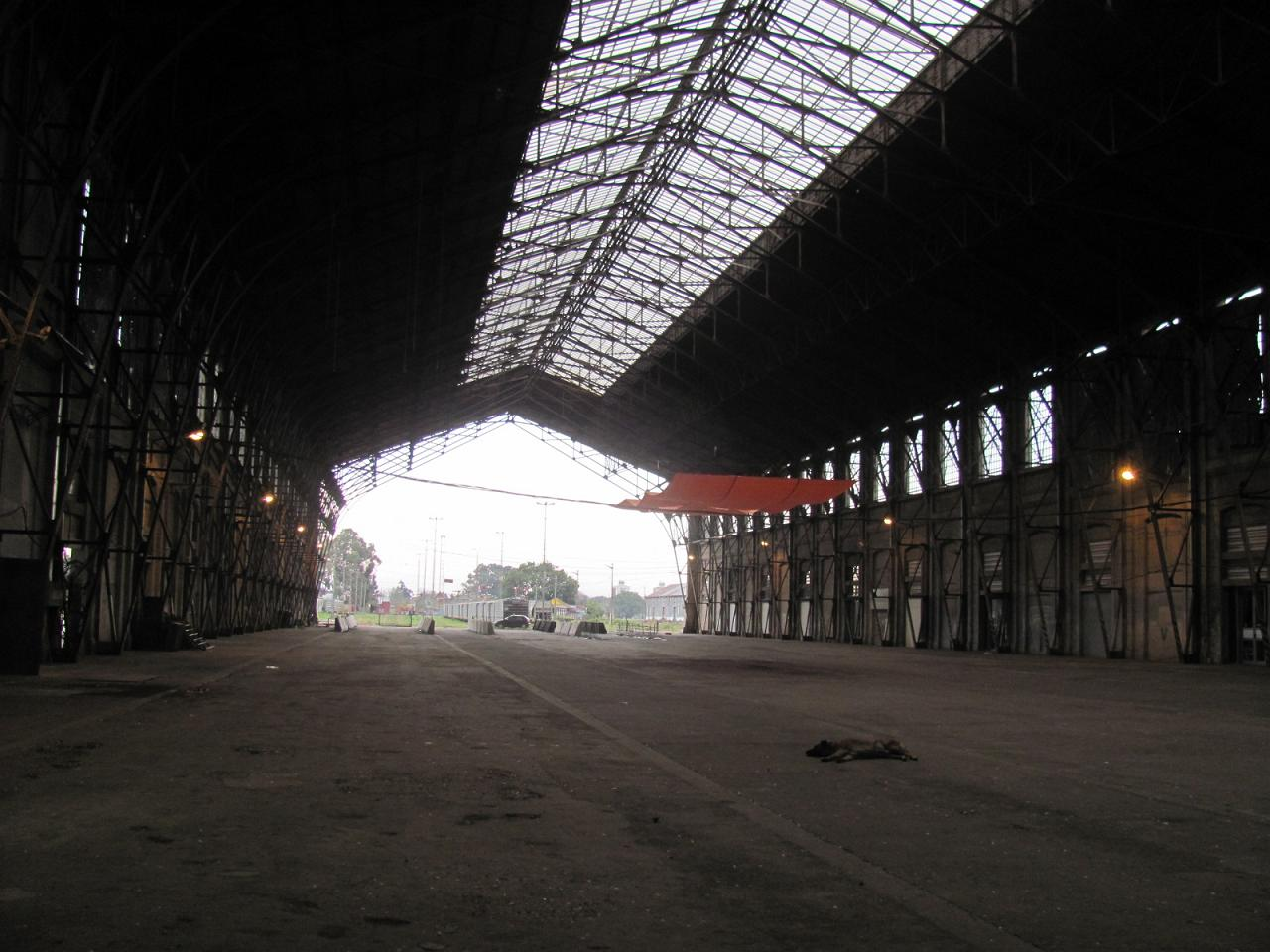
Andenes de la estación en 2013